# Dermestes frischi
Dermestes frischi là một loài bọ cánh cứng được tìm thấy ở miền Cổ bắc, bao gồm châu Âu, tropical Châu Phi, Cận Đông, miền Tân bắc, Bắc Phi và Đông Á. Ở châu Âu, Loài này có ở Albania, Bosna và Hercegovina, Bulgaria, Corse, Croatia, Cộng hòa Séc, mainland Đan Mạch, European Thổ Nhĩ Kỳ, Phần Lan, Chính quốc Pháp, Đức, mainland Hy Lạp, Hungary, Chính quốc Ý, Kaliningrad, the Cộng hòa Macedonia, Moldova, mainland Na Uy (doubtful), Ba Lan, Nga, Sardegna, Sicilia, Slovakia, Chính quốc Tây Ban Nha, Thụy Điển, Ukraina và Nam Tư.